# Englische Cricket-Nationalmannschaft in Südafrika in der Saison 1956/57
Die Tour der englischen Cricket-Nationalmannschaft nach Südafrika in der Saison 1956/57 fand vom 24. Dezember 1956 bis zum 5. März 1957 statt. Die internationale Cricket-Tour war Bestandteil der Internationalen Cricket-Saison 1956/57 und umfasste fünf Tests. Die Serie endete 2–2 unentschieden.

## Vorgeschichte
Für beide Mannschaften war es die erste Tour der Saison.
Das letzte Aufeinandertreffen der beiden Mannschaften bei einer Tour fand in der Saison 1955 in England statt.

## Stadien
Die folgenden Stadien wurden für die Tour als Austragungsort vorgesehen:
| Stadion                  | Stadt          | Kapazität | Spiele       |
| ------------------------ | -------------- | --------- | ------------ |
| Sahara Stadium Kingsmead | Durban         | 25.000    | 3. Test      |
| Wanderers Stadium        | Johannesburg   | 34.000    | 1. & 4. Test |
| Newlands Cricket Ground  | Kapstadt       | 25.000    | 2. Test      |
| Sahara Oval St George’s  | Port Elizabeth | 19.000    | 5. Test      |

## Kaderlisten
Die Mannschaften benannten die folgenden Kader:
| Test | Test |
| Südafrika | England |
| --- | --- |
| - Clive van Ryneveld (K) - Jacky McGlew (VK) - Neil Adcock - Chris Duckworth - Russell Endean - Ken Funston - Trevor Goddard - Peter Heine - Headley Keith - Roy McLean - Tony Pithey - Hugh Tayfield - Scotch Taylor - John Waite (wk) - John Watkins | - Peter May (K) - Trevor Bailey - Denis Compton - Colin Cowdrey - Godfrey Evans (wk) - Doug Insole - Jim Laker - Peter Loader - Tony Lock - Peter Richardson - Brian Statham - Frank Tyson - Johnny Wardle |

## Tests

### Erster Test in Johannesburg
| 24. – 29. Dezember Scorecard | Johannesburg | England 268 (118.5) & 150 (66.6) | – | Südafrika 215 (89.1) & 72 (33.4) |
|                              |              | England gewinnt mit 131 Runs     |   |                                  |

England gewann den Münzwurf und entschied sich als Schlagmannschaft zu beginnen.

### Zweiter Test in Kapstadt
| 1. – 5. Januar Scorecard | Kapstadt | England 369 (135.2) & 220-6d (63.5) | – | Südafrika 205 (99.6) & 72 (50.1) |
|                          |          | England gewinnt mit 312 Runs        |   |                                  |

England gewann den Münzwurf und entschied sich als Schlagmannschaft zu beginnen.

### Dritter Test in Durban
| 25. – 30. Januar Scorecard | Durban | England 218 (94.3) & 254 (107.7) | – | Südafrika 283 (96.2) & 142-6 (58) |
|                            |        | Remis                            |   |                                   |

England gewann den Münzwurf und entschied sich als Schlagmannschaft zu beginnen.

### Vierter Test in Johannesburg
| 15. – 20. Februar Scorecard | Johannesburg | Südafrika 340 (101.6) & 142 (60) | – | England 251 (114.2) & 214 (78) |
|                             |              | Südafrika gewinnt mit 17 Runs    |   |                                |

Südafrika gewann den Münzwurf und entschied sich als Schlagmannschaft zu beginnen.

### Fünfter Test in Port Elizabeth
| 1. – 5. März Scorecard | Port Elizabeth | Südafrika 164 (87) & 134 (80.7) | – | England 110 (61.3) & 130 (58.3) |
|                        |                | Südafrika gewinnt mit 58 Runs   |   |                                 |

Südafrika gewann den Münzwurf und entschied sich als Schlagmannschaft zu beginnen.